# Acton Town (métro de Londres)
Acton Town (anciennement Mill Hill Park)  est une station de la District line et de la Piccadilly line du métro de Londres, en zone 3. Elle est située à Acton, dans le Borough londonien d'Ealing.

## Histoire
La station est mise en service le 1er juillet 1879 sous le nom de Mill Hill Park. Elle a est refaite en 1910 et rouverte le 1er mars de la même année sous son nom actuel. Elle a ensuite été reconstruite sous son aspect actuel (dessiné par Charles Holden) en 1931/1932.

## Services aux voyageurs

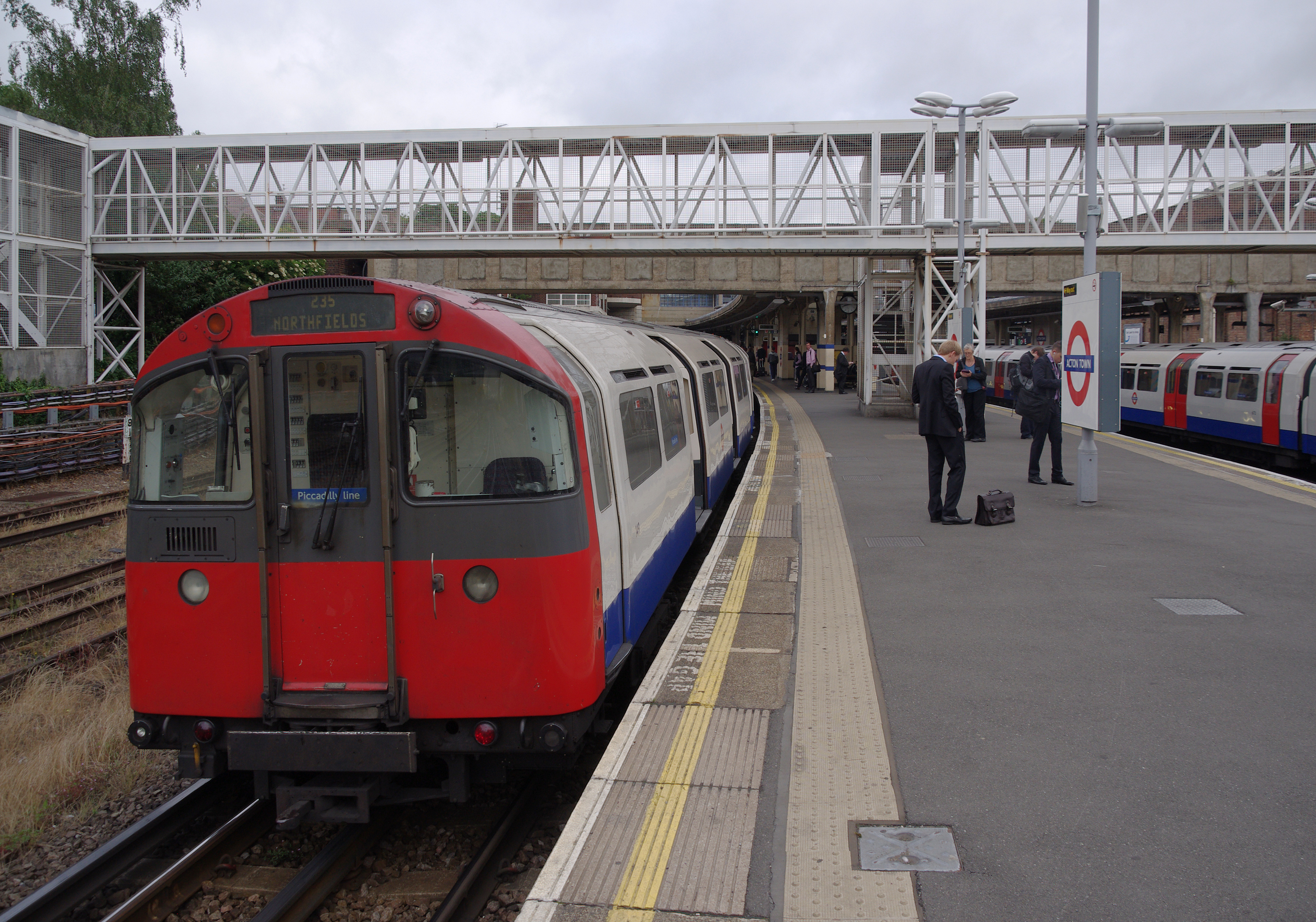
Arrêt d'Acton Town.

### Desserte
Elle est desservie par la District line (ligne verte) et la Piccadilly line (ligne bleu foncé). Cette station est une intersection pour la Piccadilly line. Une branche part vers le nord direction Uxbridge et l'autre branche part vers l'ouest direction de l'aéroport de Londres-Heathrow (terminals 2 & 3).

### Intermodalité
Elle est aussi desservie par les lignes de bus N11 (service de nuit) et E3 (E comme Ealing)

## À proximité
- London Transport Museum Depot (Musée du transport de Londres) qui contient la majorité des collections qui ne sont pas exposées au musée principal de covent garden. Il est ouvert lors des « open weekends» et des « monthly guided tours »[3].
- Gunnersbury Park[4].